# Финдли, Майкл (режиссёр)
Майкл Финдли (англ. Michael Findlay; 27 августа 1937 — 16 мая 1977) — американский кинорежиссёр, продюсер, сценарист, оператор и монтажёр. Вместе со своей женой Робертой Финдли создал множество малобюджетных фильмов категории Z в 1960-х и 1970-х годах. Их называли «самыми известными режиссёрами в анналах сексплотэйшна».
В середине-конце 1960-х годов Финдли занимал видное место в небольшой группе подпольных нью-йоркских режиссёров (включая Джозефа В. Сарно, Джозефа П. Мора и Лу Кампу), которые снимали эксплуатационные «грубые фильмы» (ранние фильмы-слэшеры, в которых обычные ужасы или триллеры сочетались с садомазохистскими сексуальными сценами) для рынка грайндхаусов. Иногда он выступал под псевдонимом Джулиан Марш и снимался в собственных фильмах под именем Роберт Уэст. Его жена Роберта (иногда работавшая под псевдонимом Анна Рива) была оператором, соавтором сценария и актрисой второго плана во многих их совместных фильмах. Они также неоднократно использовали одних и тех же актёров, в частности, Уту Эриксон и Джанет Банзе снимавшейся под псевдонимом Мари Брент.
Финдли дружили с Джорджем Вайсом, продюсером фильма Эдварда Вуда «Глен или Гленда» (1953) и серии фетишистских фильмов об Ольге («Дом стыда Ольги» (1964), «Девочки Ольги» (1964), и др.). В 1964 году Вайс предложил Финдли снимать фильмы в этом новом поджанре жестокого сексплотэйшна. В конце карьеры снимал порнографию, в частности много работал с Гарри Римсом.

## Ранние фильмы: 1964—1966 годы
Свой первый фильм, «Тело женщины» (1964), Финдли снял в соавторстве со своими близкими друзьями Джоном и Лемом Амеро. В фильме рассказывается о садисте, который держит женщин в качестве пленниц в своём доме. Этот фильм как минимум на год предшествовал фильмам Дэвида Ф. Фридмана и Дорис Уишман, снятым в жанре сексплотэйшн. Главную роль в фильме исполнила жена Майкла Роберта Финдли. В настоящее время фильм считается утраченым, но сцены из него с участием Роберты вошли в картину братьев Амеро «Вожделенные часы» (1968).
Для своего следующего фильма «Кровать Сатаны» (1965) Майкл приобрёл «Город Иуды», незаконченный фильм с японской художницей Йоко Оно, играющей новоявленную невесту захудалого наркоторговца, которую в итоге грабят и насилуют, снял новые сцены с наркоманами и выпустил его под новым названием. Финдли добавил второстепенную историю о трёх наркоманах, которые терроризируют нескольких женщин. Роберта Финдли сыграла одну из их жертв. Благодаря большим дозам изнасилований и садизма показанным в фильме, картина органично вписалась в жанр «грубого» кино, популярного в то время в грайндхаусных кинотеатрах.
К моменту выхода третьего фильма Майкла «Возьми меня обнажённой» (1966) Финдли уже заняли своё место на передовой сексплотэйшна, постепенно становившегося всё более откровенным. Этот фильм стал первым, где Роберта разделила с мужем режиссёрские, сценарные и продюсерские обязанности, а так же написала саундтрек.

## Трилогия «Плоти»: 1967—1968
Прорывным фильмом для Финдли стал «Прикосновение её плоти» (1967) — история о продавце оружия по имени Ричард Дженнингс (его играет Финдли), пострадавшем в автокатастрофе после того, как его жена оказалась в постели с другим мужчиной. Выздоровев, Дженнингс переносит свою ненависть к жене на распутных женщин в целом; Дженнингс начинает убивать проституток и стриптизёрш с помощью различных уникальных орудий, включая шипы роз с ядом, дротики, арбалет, скимитар и циркульную пилу. Фильм, включающий многочисленные непоследовательные сцены садомазохистского секса, был уникальным для своего времени: большинство эксплуатационных фильмов до того времени демонстрировали либо секс, либо насилие, но никогда не совмещали их в одном фильме. Сочетание этих элементов в фильме Финдли стало предвестником слэшеров 1970-х годов, которые свободно смешивали эти два элемента в более мейнстримовой среде.
Успех «Прикосновения» привёл к появлению двух сиквелов — «Проклятие её плоти» и «Поцелуй её плоти», вышедших в 1968 году; оба фильма следовали формуле: Дженнингс оправляется от опасных для жизни травм, полученных в конце предыдущего фильма, и возвращается, чтобы убивать проституток и стриптизёрш, замышляя изощрённую месть против тех, кто был непосредственно связан с его женой или знал о её романе. Фильм «Поцелуй» должен был завершить серию, а титры сообщали зрителям, что смерть Дженнингса — это конец.
Финдли продолжил снимать фильмы о сексе и насилии: «Тысяча удовольствий» (1968) и «Абсолютный дегенерат» (1969), который в значительной степени был ремейком «Женского тела».
В конце 1960-х годов Роберта начала часто работать над фильмами вместе с Майклом, вплоть до их развода в начале 1970-х годов. С тех пор она критически отзывалась о Майкле, называя его «трусливым психопатом», который хотел убивать женщин, но остановился на кинематографическом изображении этого: «Майкл хотел убивать женщин, но лично мне это не нравится. И никогда не нравилось».

## Фильмы 1970-х годов

### «Снафф»
В 1970 году Майкл Финдли решил снять коммерческий художественный фильм для более широкой аудитории. В том же году вместе с супругой, они поехали в Аргентину, где сняли фильм «Бойня». В этом фильме он планировал использовать дурную славу убийств «семьи» Чарльза Мэнсона, занимавших первые строки в газетах в течение 1970 и начале 1971 годов. Фильм был снят при бюджете всего 30 тысяч долларов, в 100 милях к северу от Буэнос-Айреса на средства, собранные спонсорами, среди которых были дантисты и другие врачи. Фильм снимался по сценарию, написанному Майклом Финдли, который включил в повествование запутанный политический подтекст. Финдли считал, что заинтересовать спонсоров нужно необычным сценарием. По этой причине при работе над написанием «Бойни» Финдли отталкивался от идеи о том, что высокопоставленные нацистские чиновники избежали судебного преследования за свои преступления, скрываясь в Южной Америке. Он опирался на случаи Адольфа Эйхмана и Йозефа Менгеле. Финдли считал, что фильм с политическими комментариями на данные темы должен иметь больше шансов на успех. Позже Роберта говорила, что политика фильма была очень запутанной и представляла фигуру Мэнсона как некоего ангела-мстителя, убивающего нацистов, сбежавших в Южную Америку, и в то же время спрашивала, «не то же ли это самое, что израильтяне поставляющие оружие арабам?». Несмотря на запутанный политический подтекст, сценарий понравился инвесторам, которые считали, что насилие и экзотические места действия обеспечат фильму кассовый успех. На роли были взяты малоизвестные аргентинские актёры, а главную роль исполнила победительница конкурса красоты «Мисс Интернешнл» 1967 года Мирта Терезита Масса. Фильм снимался в основном без звука, поскольку актёры плохо понимали английский язык, в дальнейшем всех актёров дублировали на английский язык. Целиком фильм был снят всего за четыре недели. Первоначально картину планировалось выпустить в 1971 году.
Независимый малобюджетный дистрибьютор и по совместительству продюсер Аллан Шеклтон, специализировавшийся на порнофильмах и сексплуатационных картинах, приобрёл права на мировой прокат фильма. Ранее он уже работал с Робертой Финдли над её фильмом «Бутон розы» (1972). По словам Роберты, «Бойня» была настолько плоха, что покупателя найти не удалось, и картина пролежала «на полках» Шеклтона до 1976 года. В 1978 году Финдли утверждала, что они с мужем отвезли фильм в Калифорнию и почти заключили сделку, но она сорвалась, когда в дело вмешалась Американская ассоциация кинокомпаний, утверждавшая, что фильм отвратителен. Она считала, что и зрители, и цензоры были просто не готовы к фильму в котором прообразом одного из героев был Чарльз Мэнсон, особенно к такому, который, показывал бы его в выгодном свете. Прочитав в газете статью о слухах, что в Южной Америке производятся снафф-фильмы, Шеклтон решил выпустить картину с новой концовкой и подзаработать на этой городской легенде. Собрав совершенно новый состав актёров, Шеклтон заказал другому режиссёру снять новую концовку для «Бойни», в которой якобы показано, как съёмочная группа убивает девушку после окончания съёмок. Новые кадры, снятые в течение одного дня, были вставлены в конец фильма, новые сцены резко обрывались, что должно было свидетельствовать о незапланированности съёмок и подлинности убийства. Затем, 1976 году фильм был выпущен под названием «Снафф» с лозунгом «Фильм, который мог быть снят только в Южной Америке... где жизнь ничего не стоит!». Для продвижения фильма Шеклтон организовал скандал вокруг его выхода, наняв актрис, которые должны были протестовать против показа картины. Актрисы Шеклтона успешно попали в несколько местных новостных программ, что помогло вызвать настоящую полемику вокруг выхода фильма.
Фильм стал катализатором, который привёл к созданию движения «Женщины против порнографии» (WAP, впоследствии «Женщины против насилия над женщинами» — WAVAW). Группу возглавила Андреа Дворкин, ярая фемактивистка и противница порнографии, которая убедила своих друзей и наставников присоединиться к ней в пикетировании кинотеатра в Нью-Йорке. Позже к её пикету присоединились представители индустрии фильмов для взрослых, которые считали, что он наносит непоправимый ущерб репутации их бизнеса. Позже к пикетам присоединились различные церковные группы. В итоге фильм популяризировал идею реальности снафф-видео и повлиял тем самым на всю массовую культуру. Различные феминистические группы, ухватились за фильм как за точку, через которую они могли выразить своё беспокойство и благодаря этому, миф о снафф-фильмах начал распространяться в обществе.

### «Крик калеки»
В середине 1960-х годов Финдли познакомился с продюсером и режиссёром Эдом Адлумом. В 1972 году Адлум снял и выпустил свой первый фильм «Вторжение кровавых фермеров» и позвал Финдли для работы над следующим фильмом. Адлум в соавторстве с Эдом Келлехером написали сценарий новой картины. Фильм планировался для показа в автокинотеатрах; ему старались придумать такое название, которое могло бы завлечь как можно больше зрителей, а о том, что оно имеет мало общего с сюжетом фильма, даже и не думали. Слово Mutilated добавили в название, прекрасно понимая, что в фильме ни один из персонажей не получит увечий. По воспоминаниям Роберты Финдли, она была в шоке когда узнала какое у фильма будет название, потому что в «фильме не было никого изуродованного». Адлум рассказывал, что Майкл Финдли занимался «буквально всем» на площадке. В какой-то момент у него даже «начались проблемы с головой». Один такой случай произошёл в первый же день съёмок, когда снимали фоновые кадры для начальных титров фильма. Адлум в костюме «гориллы» бегал среди деревьев, Финдли начал очень сильно нервничать и в итоге отправился в больницу, где ему вкололи валиум. После «он вернулся ко мне домой и рухнул на кровать», — вспоминал Адлум. Он сразу же позвонил жене Майкла Роберте и попросил её приехать и забрать мужа; Адлум думал, что Майкл уже не будет работать над фильмом дальше. К тому времени как Роберта приехала, Майкл уже встал с кровати и они все вместе спустились в подвал, в котором Адлум всегда писал сценарии. Во время разговора он предложил завершить съёмки: было потрачено меньше 500 долларов, что Адлум посчитал несущественной суммой, а фильм был на такой ранней стадии производства, что деньги ещё можно было вернуть инвесторам. Вместо этого Роберта предложила себя на роль оператора фильма и сказала, что нужно завершить съёмки. Все согласились.
После завершения съёмок Эд Адлум никак не мог найти дистрибьютера. Он рассказывал, что люди, которым он отправлял фильм, перезванивали ему, и смеясь говорили: «Зачем ты послал мне это дерьмо?». В итоге ему всё же удалось найти компанию, которая взялась за прокат фильма. Сумма сделки неизвестна, но после того как Майкл Финдли узнал о том, на сколько она была маленькая, он перестал общаться с Адлумом. С тех пор Адлум так никогда и не общался ни с Майклом, ни с Робертой Финдли, после смерти Майкла он звонил Роберте, но попал на автоответчик, она ему так и не перезвонила. Сама Роберта Финдли никогда не видела «Крик калеки», как и большинство своих последующих фильмов снятых исключительно ради денег. Когда фильм вышел в прокат он получил исключительно отрицательные отзывы, но со временем некоторые критики начали отмечать своеобразное «очарование» фильма, и советовать его к просмотрю любителям трэша.

## Смерть
16 мая 1977 года Майкл Финдли погиб в результате аварии вертолёта на крыше здания Метлайф-Билдинг в Нью-Йорке. Авария произошла вскоре после того, как в 17:33 вертолет компании New York Airways прибыл из аэропорта имени Джона Кеннеди. Вертолет брал на борт 21 пассажира для обратного рейса, когда у него отказало шасси и воздушное судно опрокинулось на бок, а винты продолжали вращаться. Финдли и еще два пассажира, находившиеся на посадке, были зарублены насмерть, когда вращающиеся винты отделились и распались на части. Еще один пассажир-мужчина позже скончался в больнице. Женщина, находившаяся на улице, была убита падающими обломками.
Майкл Финдли был назван в прессе одним из трёх человек, находившихся на крыше и погибших мгновенно, будучи «буквально разрезанным на части». По другим данным, тела не были «рассечены», но имели «глубокие рваные раны».

## Фильмография
| Год  | Название                          | Оригинальное название                        | Режиссёр | Сценарист | Продюсер | Оператор | Монтажёр | Примечания                                                                                              | Источники |
| ---- | --------------------------------- | -------------------------------------------- | -------- | --------- | -------- | -------- | -------- | --- | --------- |
| 1964 | Тело женщины                      | Body of a Female                             | Да       | Да        | Да       |          | Да       | Фильм считается утраченным.                                                                             | [ 36 ]    |
| 1965 | Кровать Сатаны                    | Satan's Bed                                  | Да       |           |          | Да       | Да       | | [ 37 ]    |
| 1965 | Синдикат греха                    | The Sin Syndicate                            | Да       |           |          | Да       |          | |           |
| 1966 | Возьми меня обнажённой            | Take Me Naked                                | Да       | Да        | Да       | Да       | Да       | | [ 6 ]     |
| 1967 | Прикосновение её плоти            | The Touch of Her Flesh                       | Да       | Да        | Да       |          | Да       | | [ 6 ]     |
| 1968 | Проклятие её плоти                | The Curse of Her Flesh                       | Да       | Да        | Да       |          | Да       | | [ 6 ]     |
| 1968 | Тысяча удовольствий               | A Thousand Pleasures                         | Да       |           | Да       |          | Да       | | [ 6 ]     |
| 1968 | Поцелуй её плоти                  | The Kiss of Her Flesh                        | Да       | Да        | Да       |          | Да       | | [ 6 ]     |
| 1969 | Мнасидика                         | Mnasidika                                    | Да       | Да        | Да       |          | Да       | | [ 38 ]    |
| 1969 | Абсолютный дегенерат              | The Ultimate Degenerate                      | Да       | Да        | Да       |          | Да       | |           |
| 1969 | Ночной гонщик                     | All Night Rider                              | Да       |           |          |          |          | |           |
| 1969 | Чем ближе к кости, тем слаще мясо | The Closer to the Bone, the Sweeter the Meat | Да       |           |          |          |          | Возможно режиссёром была Роберта Финдли (не подтверждено). В настоящее время фильм считается утерянным. | [ 38 ]    |
| 1969 | Взлом                             | Crack-Up                                     | Да       |           |          |          |          | Возможно режиссёром была Роберта Финдли (не подтверждено). В настоящее время фильм считается утерянным. | [ 38 ]    |
| 1970 | Возьми мою голову                 | Take My Head                                 | Да       | Да        | Да       |          | Да       | | [ 38 ]    |
| 1971 | Наоборот!                         | Vice Versa!                                  | Да       |           |          |          | Да       | Возможно режиссёром была Роберта Финдли (не подтверждено). В настоящее время фильм считается утерянным. | [ 38 ]    |
| 1974 | Крик калеки                       | Shriek of the Mutilated                      | Да       |           |          |          | Да       | |           |
| 1974 | Девочки из колледжа               | College Girls                                | Да       | Да        | Да       |          | Да       | |           |
| 1976 | Снафф                             | Snuff                                        | Да       | Да        | Да       |          | Да       | |           |
| 1976 | Майкл, Анджело и Дэвид            | Michael, Angelo and David                    | Да       |           |          | Да       | Да       | |           |
| 1976 | Поцелуй на прощание               | Kiss Today Goodbye                           | Да       |           | Да       | Да       | Да       | |           |
| 1976 | Фанк                              | Funk                                         | Да       | Да        | Да       |          | Да       | |           |
| 1976 | Горячи девственницы               | Virgins in Heat                              | Да       | Да        | Да       |          | Да       | |           |
| 1976 | Мокрая и дикая                    | Wet and Wild                                 | Да       | Да        | Да       |          | Да       | |           |
| 1977 | Направь меня в завтрашний день    | Point Me Toward Tomorrow                     | Да       |           | Да       | Да       | Да       | |           |
| 1977 | Блюз на Кристофер-стрит           | Christopher Street Blues                     | Да       |           | Да       | Да       | Да       | |           |

## Видео
- edited by Eddie Adlum (2022). So Bad, So Great (An interview with Eddie Adlum. С Blu-ray издания фильма). Vinegar Syndrome.
- edited by Roberta Findlay (2022). Yeti Again (Roberta Findlay, cinematographer. С Blu-ray издания фильма). Vinegar Syndrome.